# Силвејнија (Џорџија)
Силвејнија (енгл. Sylvania) град је у америчкој савезној држави Џорџија. По попису становништва из 2010. у њему је живело 2.956 становника.

## Демографија
Према попису становништва из 2010. у граду је живело 2.956 становника, што је 281 (10,5%) становника више него 2000. године.
| Група             | 2000.         | 2010.         |
| Белци             | 1.521 (56,9%) | 1.354 (45,8%) |
| Афроамериканци    | 1.112 (41,6%) | 1.497 (50,6%) |
| Азијати           | 9 (0,3%)      | 34 (1,2%)     |
| Хиспаноамериканци | 25 (0,9%)     | 41 (1,4%)     |
| Укупно            | 2.675         | 2.956         |